# Лянсиё, Тапани
Кари Тапани Лянсиё (фин. Kari Tapani Länsiö; род. 22 октября 1953, Хельсинки) — финский композитор и хоровой дирижёр.
Окончил Академию музыки имени Сибелиуса, ученик Йоонаса Кокконена и Пааво Хейнинена. С 1979 г. преподаёт там же. С 1987 г. музыкальный обозреватель газеты «Хельсингин Саномат». С 1984 по 2004 гг. был художественным руководителем мужского хора Хельсинкского технологического университета.
Автор оперы «Пёрышко» (фин. Sulka; 2001, по одноимённой пьесе Пааво Хаавикко), многочисленных хоровых сочинений, камерной музыки.